# Croce di San Giacomo

Una Croce di San Giacomo.

La Croce di San Giacomo, detta anche Croce o Spada di Santiago (nominativo spagnolo corrispondente all'italiano San Giacomo) è un simbolo araldico costituito nella versione più comune da una croce rossa che assume l'aspetto di una spada, con l'elsa e il braccio a forma di giglio.
A differenza della croce gigliata, dotata di petali su tutti e quattro i bracci, la croce di San Giacomo li presenta solo su due bracci. Si tratta di una croce-spada perché le traverse inferiore e superiore ricordano un pugnale, una picca, o appunto una spada.

## Caratteristiche e utilizzi
Prende il nome dall'apostolo Giacomo il Maggiore, a seguito della sua leggendaria apparizione nella battaglia di Clavijo dell'844 che si concluse con la vittoria spagnola sui Mori, dando origine all'iconografia di Santiago Matamoros; la croce a forma di spada allude tuttavia anche al martirio di quest'ultimo.
Oggi ricorre in vari simboli utilizzati in tutta la Spagna e il Portogallo.
È ad esempio l'emblema dell'Ordine di Santiago, di natura monastica e cavalleresca, sorto nel XII secolo.
Molti luoghi un tempo controllati dall'Ordine di Santiago presentano la Croce di San Giacomo nel loro stemma locale, come Ulea, Blanca, o la città di Caracas.
È inoltre uno dei simboli del Cammino di Santiago di Compostela, insieme alla conchiglia, il bordone e alla Freccia Gialla. Lungo il suo percorso, si possono notare delle spade piantate al suolo o sulle vette di montagna a rappresentare una croce di San Giacomo, come era usanza dei Cavalieri Crociati per pregare o svolgere le loro pratiche religiose dinnanzi ad esse.
Dall'inizio del XX secolo la croce è stata utilizzata come elemento decorativo sulla Tarta de Santiago.

## Galleria d'immagini

Croce gigliata.
Croce gigliata appuntita.
Croce dell'Ordine di Santiago.
Croce dell'Ordine di San Giacomo della Spada (portoghese).
Scudo dell'Ejército de Tierra spagnolo.
Scudo della città di Santiago de Compostela.
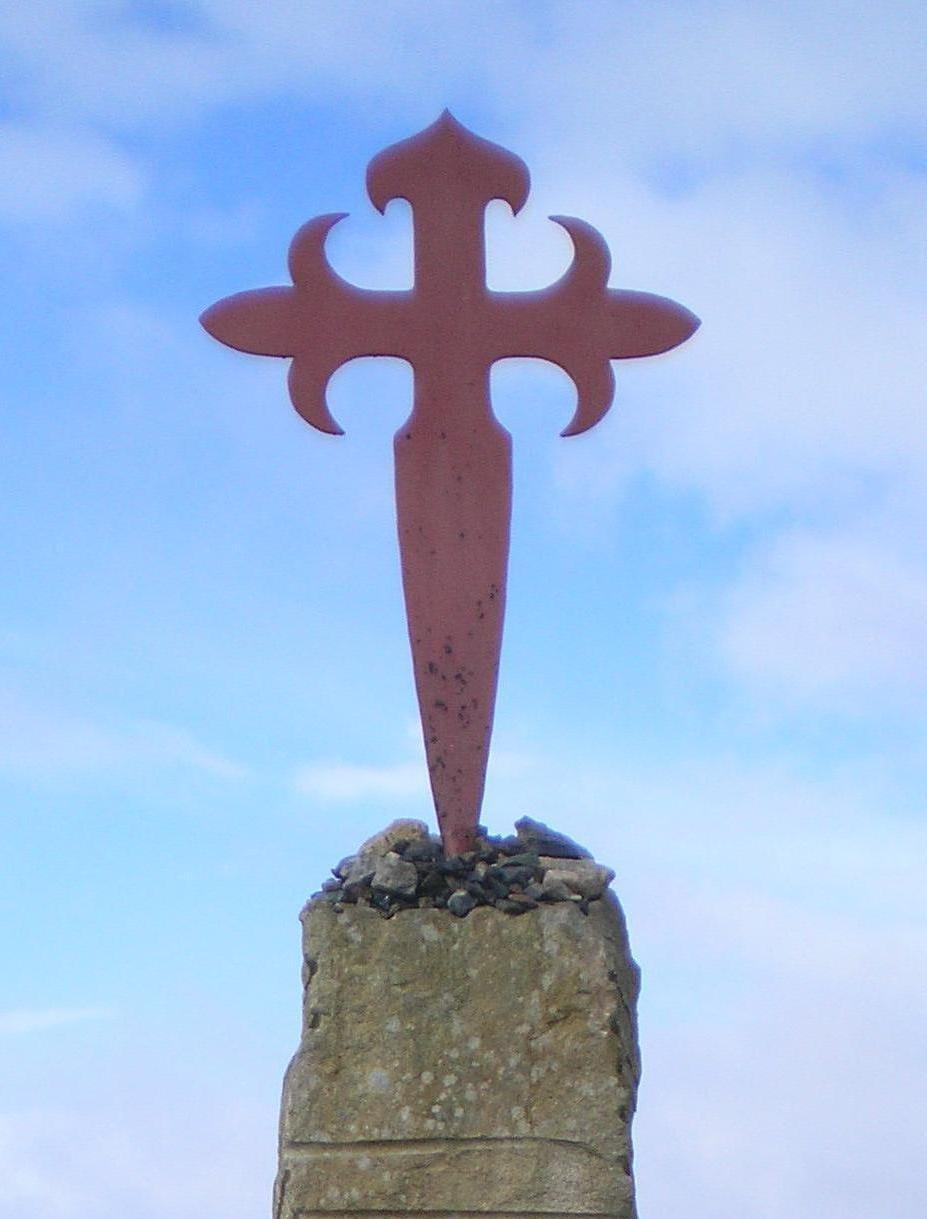
Croce conficcata nella roccia a mo' di spada lungo il Cammino di Santiago
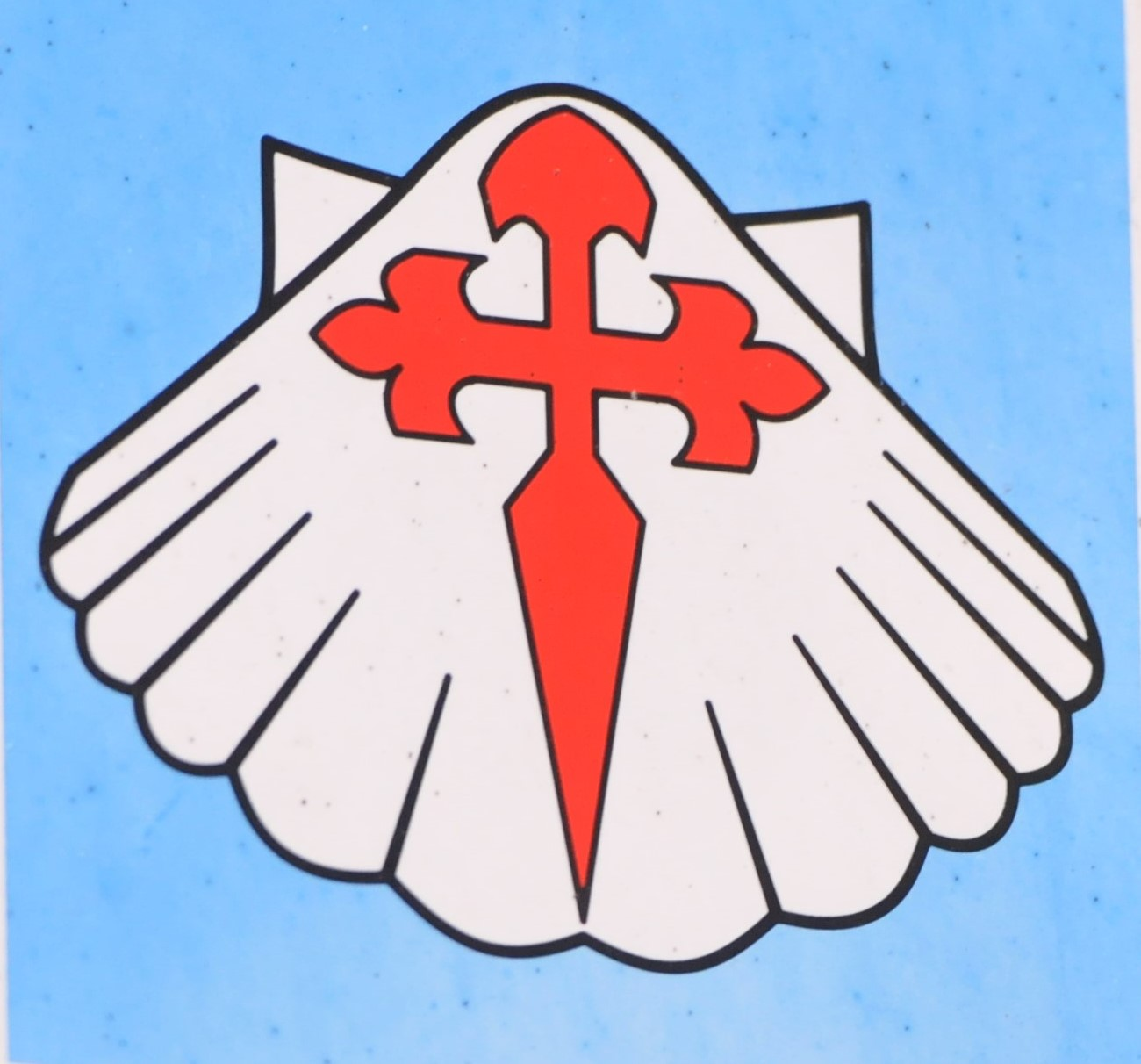
Spada di San Giacomo sul simbolo della conchiglia, uno dei segnali del Cammino di Santiago